# Maggie Lawson
Margaret Cassidy 'Maggie' Lawson (Louisville (Kentucky), 12 augustus 1980) is een Amerikaanse actrice.
Lawson is vooral bekend van haar rol als Juliet O'Hara in de televisieserie Psych waar zij in 119 afleveringen speelde (2006-2014).

## Biografie
Lawson werd geboren in Louisville (Kentucky) in een gezin van drie kinderen, en doorliep de high school aan de Assumption High School aldaar. Zij begon met acteren op achtjarige leeftijd in lokale theaters, op zeventienjarige leeftijd verhuisde zij naar Los Angeles voor haar acteercarrière. 

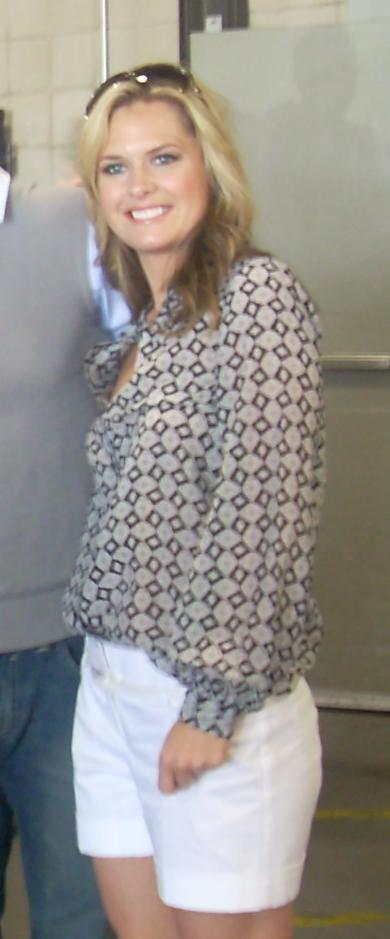
Maggie Lawson in 2009

## Filmografie

### Films
- 2021 A Lot Like Christmas - als Jessica Roberts
- 2021 Psych 3: This Is Gus - als Juliet O'Hara
- 2020 Psych 2: Lassie Come Home - als Juliet O'Hara
- 2019 Christmas in Evergreen: Tidings of Joy - als Katie Connell
- 2019 The Story of Us - als Jamie Vaughn
- 2018 Spivak - als Jeanine Mulholland
- 2017 Psych: The Movie  - als Juliet O'Hara
- 2017 My Favorite Wedding - als Tess Harper
- 2014 Save the Date - als Kate
- 2009 Gamer –als nieuws gastvrouw
- 2009 Hostile Makeover – als Lacey Smithsonian
- 2009 Killer Hair – als Lacey
- 2009 Still Waiting... – als Allison
- 2007 Cleaner – als Cherie
- 2004 Revenge of the Middle-Aged Woman – als Rachel
- 2004 Love Rules! – als Kelly
- 2003 Winter Break – als Michelle Casper
- 2002 Nancy Drew – als Nancy Drew
- 2002 Heart of a Stranger – als Amanda Maddox
- 2002 Cheats – als Julie
- 2000 Model Behavior – als Alex Burroughs / Janine Adams
- 1999 Nice Guys Sleep Alone – als Meghan
- 1998 Pleasantville – als Lisa Anne
- 1998 I've been Waiting for You – als Debbie Murdock

### Televisieseries
Uitgezonderd eenmalige gastrollen.
- 2020 Outmatched - als Kay - 10 afl.
- 2018-2019 Santa Clarita Diet - als Christa - 5 afl.
- 2018-2019 Lethal Weapon - als Natalie Flynn - 9 afl.
- 2017-2018 The Ranch - als Jen - 7 afl.
- 2017 The Great Indoors - als Rachel - 4 afl.
- 2016 Angel from Hell - als Allison - 13 afl.
- 2014-2015 Two and a Half Men als mrs. McMartin - 10 afl.
- 2006-2014 Psych – als Juliet O'Hara – 119 afl.
- 2013 Back in the Game – als Terry Gannon jr. – 12 afl.
- 2006 Crumbs – als Andrea Malone / Andrea Crumb – 13 afl.
- 2003-2004 It's All Relative – als Liz Stoddard-Banks – 20 afl.
- 2001-2002 Inside Schwartz – als Eve – 3 afl.
- 1999 Party of Five – als Alexa – 7 afl.
- 1999 Family Rules – als Hope Harrison – 6 afl.
- 1996-1997 Unhappily Ever After – als Madolyn – 4 afl.

- Biblioteca Nacional de España: XX4605669
- Bibliothèque nationale de France: cb146135300 (data)
- International Standard Name Identifier: 0000 0001 1563 2236
- Library of Congress Control Number: no2009111622
- Virtual International Authority File: 27318019
- WorldCat: E39PBJvhpw9XcM6tKjCdh4PWjC